# Яворовская, Констанция
Констанция Яворовская (пол. Konstancja Jaworowska; 11 марта 1881, Доманице — 2 августа 1959, Варшава) — польская социалистка, активистка ППС, ППС—революционной фракции, ППС—Прежней революционной фракции. Активная участница борьбы за независимость Польши. В 1948—1952 — член ПОРП. В первом браке жена Болеслава Бергера, во втором — Раймунда Яворовского.

## «Дворянская революционерка»
Родилась в шляхетской семье Клемпиньских. С юности прониклась социалистическими идеями. В 1901 сблизилась с активистом ППС Болеславом Бергером, на следующий год вышла за него замуж. Оставалась женой Бергера до 1909.
Вступила в ППС, распространяла нелегальную литературу. Была связной Бергера в Седльце и Белостоке.
Под угрозой ареста Констанция Бергер перебралась в Варшаву, оттуда в Закопане. В Варшаве работала учительницей. Вела политический кружок для польских рабочих, организовала библиотеку и читальный зал. Заведовала изданием и распространением литературы ППС.
С августа 1905 участвовала в деятельности Боевой организации ППС в Варшаве и Жирардуве. Была арестована в ноябре 1906, приговорена к ссылке в Архангельск, заменённой высылкой за границу. В конце года переехала в Краков, на территорию Австро-Венгрии. Вскоре нелегально вернулась в Варшаву. Участвовала в учреждении ППС—революционной фракции на съезде в Вене. Носила партийный псевдоним Ядвига.
В 1912 Юзеф Пилсудский и Витольд Йодко-Наркевич поручили Констанции Бергер-Клемпиньской и Норберту Барлицкому создание в Царстве Польском крестьянской организации ППС. Союз был создан и привлечён к партийному вооружённому подполью.

## Разведчица Легионов
В начале Первой мировой войны Констанция Бергер-Клемпиньская служила в разведке Первой бригады Польских легионов Пилсудского. (В том же подразделении служил Лукаш Семёнтковский, известный социалистический активист, будущий варшавский гангстер по прозвищу Tata Tasiemka.)
Состояла во временном руководстве ППС и в Польской военной организации. Активно действовала в крестьянском движении, способствовала созданию левой крестьянской партии ПСЛ-«Вызволение». В ноябре 1916 была арестована немецкими властями, но вскоре освобождена.
В 1915 вышла замуж за радикального активиста ППС, капитана Легионов Раймунда Яворовского, близкого соратника Пилсудского. У четы Яворовских сложились доверительные отношения и многолетнее тесное сотрудничество с сослуживцем-разведчиком Семёнтковским.

## В социалистической политике
После провозглашения независимости Польши, с 1918 по 1928 Констанция Яворовская состояла в Варшавском комитете ППС. Возглавляла варшавское отделение Товарищества университетских работников. В 1919—1927 — депутат городского совета Варшавы.
Констанция Яворовская поддержала своего мужа при расколе ППС на противников Пилсудского (большинство партии) и его сторонников (группа Яворовского—Морачевского) после установления режима Санации. С 1928 она состояла в руководстве ППС—Прежняя революционная фракция, основанной Раймундом Яворовским. Руководила примыкавшими к партии общественными организациями — Союзом работников образования и Союзом бывших политзаключённых.
В 1930 году указом президента Мосьцицкого и премьер-министра Славека Констанция Яворовская была награждена Крестом Независимости с мечами.

## В годы войны и ПНР
В период нацистской оккупации Констанция Яворовская находилась в Варшаве (Раймунд Яворовский скончался в 1941). Дочь Яворовских Янина Сташевская вместе с мужем — поручиком Армии Крайовой Ежи Сташевским — погибла в Варшавском восстании.
В 1945 Констанция Яворовская присоединилась к «люблинскому» крылу ППС, ориентированному на союз с коммунистической ППР. В 1948 вступила в ПОРП. Занимала должность в аппарате социального страхования ПНР.
В 1952 подала заявление о выходе из ПОРП (формально — по возрасту и состоянию здоровья). Скончалась семь лет спустя, в период «гомулковской оттепели».